# ガボ島

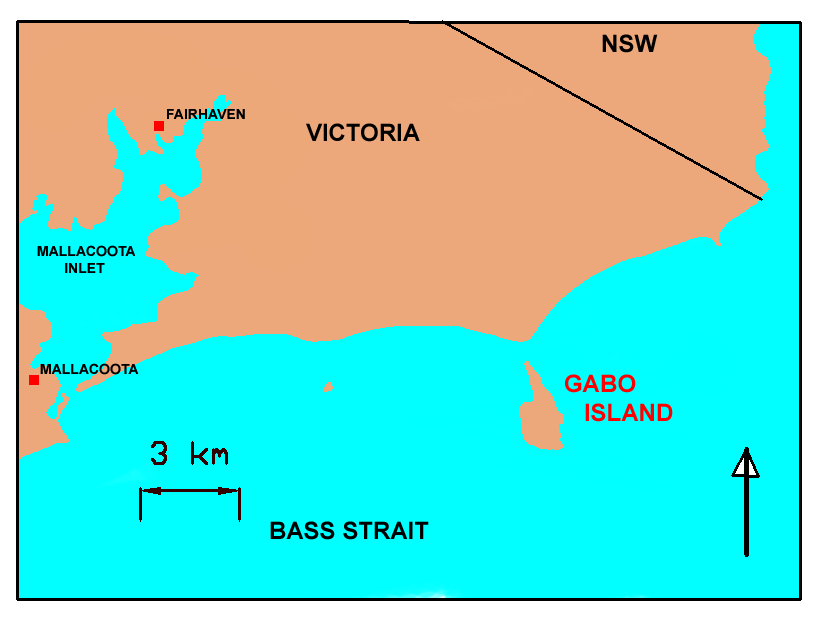
ガボ島の位置

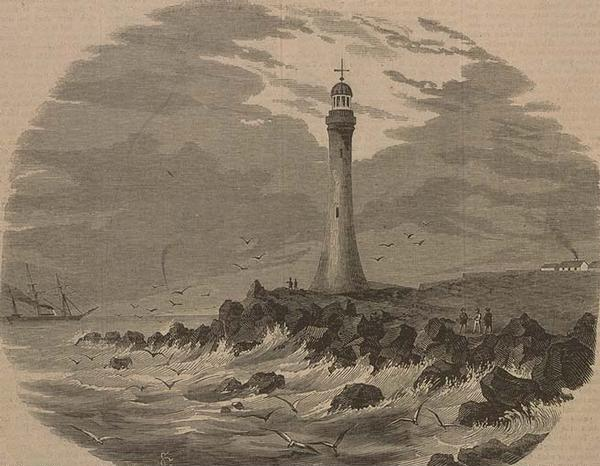
ガボ島灯台

ガボ島 (ガボとう、Gabo Island) は、オーストラリアのビクトリア州東部、マラクータとハウ岬との間の沖に浮かぶ小さな島である。
島には、島内から切り出された赤い花崗岩で作られた灯台がある。この灯台はオーストラリアで2番目に高い。
ガボ島には、コガタペンギンの世界最大のねぐらがある。
座標: 南緯37度33分33秒 東経149度54分41秒 / 南緯37.5591度 東経149.9114度